# كتاب الأدغال (مسلسل كرتوني)
كتاب الأدغال هو مسلسل كرتوني ثلاثي ابعاد هندي. حيث اقتبست السلسلة من القصة الاصلية لروديارد كبلنغ. عرض الموسم الأول من المسلسل في يونيو 2012 في الولايات المتحدة على ديزني. في يوليو عام 2015، انتقلت عرض السلسلة لقناة ديسكفري، وفي المنطقة العربية يعرض المسلسل على تلفزيون ج بسبب حصوله على حقوق عرض كل مسلسلات شركة دي كيو انترتيمنت.

## قصة
ماوكلي هو لقيط بشري وجده قائد قطيع الذئب أكيلا، وهو بالنسبة لهم كفرد من القطيع وايضا هم أصدقائه، ويعيش مع مربياه ورفيقاه بالو والفهد باغيرا. يعيشون في الأدغال الهندية حيث تكمن مخاطر عديدة،: مثل نمر البنغال العظيم شيروخان. حيث ماوكلي بسبب فضوله يضع تفسه في كثير من المآزق ولا يمكن أن يقاوم مساعدة الحيوانات عندما يكونوا في خطر أو يعجز عن حل مشاكلهم.

## الشخصيات

### الشخصيات الرئيسية
- ماوكلي (المؤدي إيما تيت) هو شبل الذئاب التي أثيرت في الأدغال، وابن بالتبني لداروكا وراكشا، وشقيق لالي وبالا. هو الشخصية الرئيسية للمسلسل حيث تحكي عن مغامراته اليومية.لديه مخلب النمر الذي كان بمثابة قلادة عندما أخذه في معركة مع شير خان وهو مخلب شير خان.
- باغيرا (المؤدي سام جولد) - النمر الأسود. هو أفضل صديق لماوكلي. على عكس نظيره في فيلم ديزني، وهو صارم كما في الكتاب.
- بالو (المؤدي جيمي هيبرت) - دب بني في هذه السلسلة، وهو يمشي على قدمين، وترتدي نظارات وانه هو معلمه ماوكلي ل. وقال انه يحب سرد القصص الأدغال.
- كا (جوزيف جيه تيري) - افعى هندية. كما هو الحال في الكتاب، هو نوع من الاصدقاءلماوكلي، باغيرا وبالو، ولكنها افعى مزاجية

### قطيع الذئاب
أكيلا (جوزيف جيه تيري) - الذئب الهندي. فهو الزعيم الأكثر ثقة في القطيع.وهو جد فونا.
- فونا (هارون ألبيرتوس) - هي حفيد أكيلا. انه يكره ماوكلي. يحاول كل مرة محاولة لطرد الإنسان المعتمد من القطيع وسوف يوقف عند أي شيء لمحاولة يصبح زعيم حزمة المقبل.
- داروكا، راكشا، ليلي وبالا - هم أسرة الذئب لماوكلي وهم من وجدوه عندما كان طفلا. على الرغم من أن ماوكلي يعيش عادة مع بالو وباغيرا، ويزورهم في بعض الأحيان.

### الشخصيات الشريرة الرئيسية
- شير خان (ديفيد هولت) - النمر البنغالي الذي يحاول اكل ماوكلي، الذي يخطط لقتل وأكل ماوكلي ولكن كثيرا ما فشل في محاولاته. وهو لديه ندبة على عينه اليسرى.
- تاباكي (نايجل بيلكنتون) - وهو ابن آوى هندي. وهو صاحب شير خان الملتوية، وهو يفتقر إلى الشجاعة وهو يختلف عن سيده النمر.
- ماشا (جوزيف جيه تيري) وهي رئيسة مجموعة القرود اللانغور الذين يحبون أن يسبب المتاعب لماوكلي وأصدقائه. وهم يعيشون في أنقاض معبد الباردة عرين ووكانوا بقيادة يعني قرد ملكة ماشا.
- جاكالا - تمساح عملاق، الذي من شأنه أن تأكل أي شخص.
- كالا - النمر الأسود، يشبه باغيرا، ولكن لدية جانب سيئ للغاية وعدائية تجاه باغيرا وماوكلي.

### الحيوانات الأخرى
- دارزي (بيتر ميخائيل / تيريزا غالاغر) - هي عصفورة صغيرة حمراء متجولة دون ان يكون لها عش. شجاعة لحجمها ودية، ولكن تفتقر رسولا (كما في كتاب) بسبب الطيور في الدماغ والذاكرة الرهيبة.
- هاتي (التي عبر عنها فيل Lollar) - فيل آسيوي. في هذه السلسلة، لديه طفلين اسمه APPU وHeetah ولديه زوجة اسمه Kachini. في فيلم ديزني، اسم * *كاشيني وهو وحيدفريد.
- تشيل - طائرة ورقية.
- اكي - وادي النيص.
- ريكي-تيكي-تافي - (نايجل بيلكنتون) ثلاثة منالنمس الهندي. كانوا يعيشون في الغابة مع الحيوانات الأخرى. لطيف الوجه جدا، النمس الحجم والخوف (مرة واحدة حتى قاتلوا مع شير خان من أجل الدفاع عن ماوكلي).
- ثووالكوبرا، وأحيانا زعيم الكوبرا العش.
- أوو وبو - زوجان من السلاحف القديمة.
- بابو - والطاووس الأبيض لويسيتيك
- بونيا - دب الباندا الأحمر.ا*لانغور - قرد في جبال الهيمالايا.
- أبو وهاتي هم اثنين من صغار الفيل الذين هم اصدقاء لماوكلي

## الإنتاج
تاباس تشاكرافاتي، رئيس مجلس الإدارة والرئيس التنفيذي لشركة DQ انترتيمنت، وقالل: «كان الموسم الثاني من كتاب الأدغال قرار بسيط بعد النجاح الهائل من الموسم الأول والطلب الكامن من قبل القنوات البث العالمي كتاب الأدغال لديها بالفعل مروحة ضخمة التالية و. وقد أوجد الحاجة لمعرفة المزيد والمزيد من ماوكلي وأصدقائه الغاب من قبل الأطفال. ونحن على ثقة بأن الموسم الثاني سيكون أيضا نجاحا تجاريا هائلا. وسيتبع من قبل فيلم تلفزيوني خاصة، خاصة في عيد الميلاد، هالوين غيرها من الفوائد العرضية خاصة وعديدة. إن الشراكة مع ZDF هي تكافلية بمعنى أننا ننتج العديد من المشاريع الأخرى معهم».
في عام 2012، أعلنت DQ الترفيه فيلم روائي طويل 3D على أساس سلسلة الرسوم المتحركة الذي صدر في عام 2013. ويتم إنتاج الفيلم من قبل Tapaas Chakravarti، وإخراج يونيو فالكنشتاين وكيفن جونسون.

## البث

### أوروبا
| البلد/الأقليم   | القناة               |
| --------------- | -------------------- |
| بلجيكا          | كيت نيت              |
| بلغاريا         | سوبر 7               |
| كاتالونيا       | سوبر 3               |
| ألمانيا         | زي دي اف             |
| فرنسا           | تي في 1              |
| إيطاليا         | راي 2                |
| هولندا          | ان بي او 3           |
| النرويج         | ان ار كي سوبر        |
| السويد          | SVT Barnkanalen      |
| سكوتلندا        | بي بي سي الفا        |
| المملكة المتحدة | سي بي بي سي قناة بوب |
| بولندا          | تيليتون + (بولندا)   |

### أسيا
| البلد/الأقليم                                                                                          | القناة                    |
| --- | ------------------------- |
| الهند                                                                                                  | نكلوديون الهند            |
| الهند                                                                                                  | تلفزيون هونغاما           |
| اندونيسيا                                                                                              | قناة راجاوالي             |
| اندونيسيا                                                                                              | قناة غلوبال               |
| الكيان الصهيوني                                                                                        | Lider TV                  |
| كازاخستان                                                                                              | قناة كازاخستان            |
| ماليزيا                                                                                                | تي في 3                   |
| العالم العربي                                                                                          | تلفزيون ج                 |
| سنغافورة                                                                                               | ميديا كروب تي في 12 اوكتو |
| هونغ كونغ                                                                                              | تي في بي بيرل             |
| ماليزيا · سنغافورة · الفلبين · إندونيسيا · تايلاند · كمبوديا · فيتنام · لاوس · ميانمار · تيمور الشرقية | قناة ديزني ( أسيا )       |
| الفلبين                                                                                                | شبكة جي ام اي             |
| كوريا الجنوبية                                                                                         | اي بي اس                  |

### الدول الأخرى
| البلد/الأقليم    | القناة                 |
| ---------------- | ---------------------- |
| كندا             | تي في أو كيدز          |
| كندا             | يونيفيجن كندا          |
| الولايات المتحدة | قناة ديزني             |
| الولايات المتحدة | يونيفيجن               |
| الولايات المتحدة | قناة يونيفيرسال فاميلي |
| أستراليا         | اي بي سي 3             |
| البرازيل         | قناة غلوب              |
| المكسيك          | قناة غالا              |

## النسخة العربية
عرض مسلسل كتاب الادغال على قناة الجزيرة للأطفال (تلفزيون ج حاليا) في أبريل من عام 2011 لأول مرة حيث تحصل القناة على عرض كل مسلسلات دي كيو انترتيمنت حصريا فقط على هذه القناة ومن ثم في عام 2014 أصبحت القناة من المنتجين الرئيسين في هذا المسلسل بالشراكة مع قنوات عالمية، إلى الآن العرض مستمر على تلفزيون ج والمسلسل من دبلجة استوديو ايمدج برودكشن هاوس حيث شارك في هذا العمل
| الشخصية         | مؤدي الصوت  |
| --------------- | ----------- |
| ماوكلي Mowgli   | داني بستاني |
| باغيرا Bagheera | موريس موصلي |
| بالو Baloo      | سمير شمص    |
| كا Kaa          | رالين داغر  |
| دارزي Daryi     | سمارة نهرا  |

وشارك أيضا عددا من الأصوات ومنها:
- طوني معلوف
- شريل أيوب
- ريشارد يني
- جيهان مللا
- إبراهيم ماضي